# Вільнянківська сільська рада
Вільнянківська сільська рада (до 1966 року — Хутір-Вільнянська сільська рада або Хуторо-Вілянська сільська рада) — колишня адміністративно-територіальна одиниця та орган місцевого самоврядування у Брусилівському і Коростишівському районах Білоцерківської і Волинської округ, Київської і Житомирської областей Української РСР та України з адміністративним центром у с. Вільнянка.

## Населені пункти
Сільській раді підпорядковувались населені пункти:
- с. Вільнянка
- с. Борок
- с. Радівка

## Населення
Відповідно до результатів перепису населення СРСР, кількість населення ради, станом на 12 січня 1989 року, становила 445 осіб.
Станом на 5 грудня 2001 року, відповідно до перепису населення України, кількість мешканців сільської ради становила 320 осіб.

## Склад ради
Рада складалась з 12 депутатів та голови.

## Керівний склад сільської ради
| ПІБ                        | Основні відомості                                                                       | Дата обрання | Дата звільнення |
| -------------------------- | --------------------------------------------------------------------------------------- | ------------ | --------------- |
| Тарасюк Світлана Федорівна | Сільський голова, 1963 року народження, освіта, член народної партії                    | 26.03.2006   | 31.10.2010      |
| Тарасюк Світлана Федорівна | Сільський голова, 1963 року народження, освіта середня спеціальна, член народної партії | 31.10.2010   |                 |

Примітка: таблиця складена за даними джерела

## Історія
Створена 1923 року, з назвою Хутір-Вільнянська, в складі хуторів Вільнянський Другий, Вільнянський Перший та колонії Радівка Брусилівської волості Радомисльського повіту Київської губернії. 16 січня 1923 року до складу ради включено колонії Таубівка та Юзефівка ліквідованої Таубівської сільської ради. З 1926 року на обліку в раді перебуває х. Борок. Після 1926 року кол. Юзефівка не числиться в обліку населених пунктів. У 1941 році кол. Таубівка повернута до складу відновленої Таубівської сільської ради Коростишівського району.
Станом на 1 вересня 1946 року Хуторо-Вілянська сільська рада входила до складу Коростишівського району Житомирської області, на обліку в раді перебували села Радівка, Хутір-Вілянський та х. Борок.
11 серпня 1954 року, внаслідок виконання указу Президії Верховної ради УРСР «Про укрупнення сільських рад по Житомирській області», раду ліквідовано, територію та населені пункти приєднано до складу Дубовецької сільської ради Коростишівського району. Відновлена 10 березня 1966 року, відповідно до рішення Житомирського облвиконкому № 126 «Про утворення сільських рад та зміни в адміністративному підпорядкуванні деяких населених пунктів області», в складі сіл Борок, Радівка та Хутір-Вільнянський Квітневої (раніше — Дубовецька) сільської ради Коростишівського району. Тоді ж адміністративний центр ради перейменовано на с. Вільнянка.
Станом на 1 січня 1972 року Вільнянківська сільська рада входила до складу Коростишівського району, на обліку в раді перебували села Борок, Вільнянка та Радівка.
Ліквідована 5 січня 2017 року в зв'язку з об'єднанням до складу Коростишівської міської територіальної громади Коростишівського району Житомирської області.
Входила до складу Брусилівського (7.03.1923 р.) та Коростишівського (13.03.1925 р.) районів.